# برام غاي
برام غاي (بالإنجليزية: Bram Gay)‏ هو موزع بريطاني، ولد في 1930.

## وصلات خارجية
- برام غاي على موقع ميوزك برينز (الإنجليزية)